# Schietsport op de Olympische Zomerspelen 2016
De schietsport is een van de sporten die beoefend werden op de Olympische Zomerspelen 2016 in Rio de Janeiro, Brazilië. De wedstrijden vonden van 6 tot en met 14 augustus plaats in het Centro Nacional de Tiro.

## Kwalificatie
In totaal namen er 390 schutters aan de Spelen deel. Via de kwalificatie plaatsten 218 mannen en 139 vrouwen zich. Daarnaast waren er negen quotaplaatsen gereserveerd voor het gastland en 24 quotaplaatsen werden door de olympische tripartitecommissie, in samenwerking met de International Shooting Sport Federation (ISSF), vergeven aan landen die geen quotaplaatsen hadden weten te bemachtigen. Per onderdeel mocht een land maximaal twee deelnemers inschrijven, met uitzondering van het kleiduivenschieten voor vrouwen waar maximaal een deelnemer kon worden ingeschreven. Het maximale aantal deelnemers per land bedroeg zodoende 28. Er mochten alleen schutters deelnemen die tijdens de kwalificatieperiode aan de minimale kwalificatie score (Minimum Qualification Score) van de ISSF hadden voldaan.
De kwalificatieperiode begon met de wereldkampioenschappen schietsport 2014. Afhankelijk van het onderdeel moest daar een plaats bij de beste twee of de beste zes bereikt worden. Daarnaast kwalificeerden zich eveneens de vijf wereldkampioenen van 2015 in het kleiduivenschieten. Daarnaast werden op meer dan vijftien toernooien quotaplaatsen vergeven in de periode 11 oktober 2014 tot en met 27 februari 2016.

## Wedstrijdschema
| Onderdeel↓ / Datum →                  | 6      | 7      | 8      | 9      | 10     | 11     | 12     | 13     | 14     |
| Mannen                                | Mannen | Mannen | Mannen | Mannen | Mannen | Mannen | Mannen | Mannen | Mannen |
| ------------------------------------- | ------ | ------ | ------ | ------ | ------ | ------ | ------ | ------ | ------ |
| 10 m luchtpistool                     | Goud   |        |        |        |        |        |        |        |        |
| 25 m snelvuurpistool                  |        |        |        |        |        |        |        | Goud   |        |
| 50 m pistool                          |        |        |        | Goud   |        |        |        |        |        |
| 50 m kleinkalibergeweer (3 houdingen) |        |        |        |        |        |        | Goud   |        |        |
| 50 m kleinkalibergeweer (liggend)     |        |        |        |        |        |        |        |        | Goud   |
| 10 m luchtgeweer                      |        |        | Goud   |        |        |        |        |        |        |
| Skeet                                 |        |        |        |        |        |        |        | Goud   |        |
| Trap                                  |        |        | Goud   |        |        |        |        |        |        |
| Dubbeltrap                            |        |        |        |        | Goud   |        |        |        |        |
| Vrouwen                               |        |        |        |        |        |        |        |        |        |
| 10 m luchtpistool                     |        | Goud   |        |        |        |        |        |        |        |
| 25 m pistool                          |        |        |        |        | Goud   |        |        |        |        |
| 50 m kleinkalibergeweer (3 houdingen) |        |        |        |        |        | Goud   |        |        |        |
| 10 m luchtgeweer                      | Goud   |        |        |        |        |        |        |        |        |
| Skeet                                 |        |        |        |        |        |        | Goud   |        |        |
| Trap                                  |        | Goud   |        |        |        |        |        |        |        |
| Totaal                                | 2      | 2      | 2      | 1      | 2      | 1      | 2      | 2      | 1      |

## Medailles

### Mannen
| Onderdeel            | Goud | Goud              | Zilver | Zilver            | Brons | Brons                |
| -------------------- | ---- | ----------------- | ------ | ----------------- | ----- | -------------------- |
| 10 m luchtpistool    | VIE  | Hoàng Xuân Vinh   | BRA    | Felipe Almeida Wu | CHN   | Pang Wei             |
| 25 m snelvuurpistool | GER  | Christian Reitz   | FRA    | Jean Quiquampoix  | CHN   | Li Yuehong           |
| 50 m pistool         | KOR  | Jin Jong-oh       | VIE    | Hoàng Xuân Vinh   | PRK   | Kim Song-guk         |
| 10 m luchtgeweer     | ITA  | Niccolò Campriani | UKR    | Sergej Koelisj    | RUS   | Vladimir Maslennikov |
| 50 m kkg 3-houdingen | ITA  | Niccolò Campriani | RUS    | Sergej Kamenskij  | FRA   | Alexis Raynaud       |
| 50 m kkg liggend     | GER  | Henri Junghänel   | KOR    | Kim Jong-hyun     | RUS   | Kirill Grigorjan     |
| Skeet                | ITA  | Gabriele Rossetti | SWE    | Marcus Svensson   | IOA   | Abdullah Al-Rashidi  |
| Trap                 | CRO  | Josip Glasnović   | ITA    | Giovanni Pellielo | GBR   | Edward Ling          |
| Dubbeltrap           | IOA  | Fehaid Aldeehani  | ITA    | Marco Innocenti   | GBR   | Steven Scott         |

### Vrouwen
| Onderdeel            | Goud | Goud              | Zilver | Zilver                 | Brons | Brons                 |
| -------------------- | ---- | ----------------- | ------ | ---------------------- | ----- | --------------------- |
| 10 m luchtpistool    | CHN  | Zhang Mengxue     | RUS    | Vitalina Batsarasjkina | GRE   | Anna Korakaki         |
| 25 m sportpistool    | GRE  | Anna Korakaki     | GER    | Monika Karsch          | SUI   | Heidi Diethelm Gerber |
| 10 m luchtgeweer     | USA  | Virginia Thrasher | CHN    | Du Li                  | CHN   | Yi Siling             |
| 50 m kkg 3-houdingen | GER  | Barbara Engleder  | CHN    | Zhang Binbin           | CHN   | Du Li                 |
| Skeet                | ITA  | Diana Bacosi      | ITA    | Chiara Cainero         | USA   | Kimberly Rhode        |
| Trap                 | AUS  | Catherine Skinner | NZL    | Natalie Rooney         | USA   | Corey Cogdell         |

### Medaillespiegel
| Plaats | Land                      | NOC    | Goud | Zilver | Brons | Totaal |
| ------ | ------------------------- | ------ | ---- | ------ | ----- | ------ |
| 1      | Italië                    | ITA    | 4    | 3      | 0     | 7      |
| 2      | Duitsland                 | GER    | 3    | 1      | 0     | 4      |
| 3      | China                     | CHN    | 1    | 2      | 4     | 7      |
| 4      | Vietnam                   | VIE    | 1    | 1      | 0     | 2      |
| 4      | Zuid-Korea                | KOR    | 1    | 1      | 0     | 2      |
| 6      | Verenigde Staten          | USA    | 1    | 0      | 2     | 3      |
| 7      | Onafhankelijke deelnemers | IOA    | 1    | 0      | 1     | 2      |
| 7      | Griekenland               | GRE    | 1    | 0      | 1     | 2      |
| 9      | Kroatië                   | CRO    | 1    | 0      | 0     | 1      |
| 9      | Australië                 | AUS    | 1    | 0      | 0     | 1      |
| 11     | Rusland                   | RUS    | 0    | 2      | 2     | 4      |
| 12     | Frankrijk                 | FRA    | 0    | 1      | 1     | 2      |
| 13     | Brazilië                  | BRA    | 0    | 1      | 0     | 1      |
| 13     | Oekraïne                  | UKR    | 0    | 1      | 0     | 1      |
| 13     | Zweden                    | SWE    | 0    | 1      | 0     | 1      |
| 13     | Nieuw-Zeeland             | NZL    | 0    | 1      | 0     | 1      |
| 17     | Groot-Brittannië          | GBR    | 0    | 0      | 2     | 2      |
| 18     | Noord-Korea               | PRK    | 0    | 0      | 1     | 1      |
| 18     | Zwitserland               | SUI    | 0    | 0      | 1     | 1      |
| Totaal | Totaal                    | Totaal | 15   | 15     | 15    | 45     |